# Twenty Two (The Twilight Zone)
"Twenty Two" is een aflevering van de Amerikaanse televisieserie The Twilight Zone.

## Plot

### Opening
This is Miss Liz Powell. She's a professional dancer and she's in the hospital as a result of overwork and nervous fatigue. And at this moment we have just finished walking with her in a nightmare. In a moment she'll wake up and we'll remain at her side. The problem here is that both Miss Powell and you will reach a point where it might be difficult to decide which is reality and which is nightmare, a problem uncommon perhaps, but rather peculiar.... to the Twilight Zone.
— Rod Serling

### Verhaal
Liz Powell ligt in het ziekenhuis als gevolg van stress en overwerk. Al sinds haar verblijf in het ziekenhuis krijgt ze elke nacht dezelfde nachtmerrie: ze wordt om middernacht wakker. Wanneer ze gaat zitten, stoot ze per ongeluk een glas water om. Vervolgens hoort ze voetstappen buiten haar deur. De voetstappen zijn altijd van dezelfde persoon: een verpleegster die wil dat Liz haar volgt. Liz doet dit en de wandeling eindigt steevast bij kamer 22: het mortuarium. De vreemde verpleegster krijgt Liz vervolgens aan met een kwaadaardige lach en vertelt haar dat er nog ruimte is voor 1 persoon. Liz rent schreeuwend terug naar haar kamer, waar ze weer in slaap valt.
De dokter begrijpt niet waar Liz’ nachtmerrie vandaan komt. Volgens hem werkt er in het ziekenhuis geen verpleegster die aan de beschrijving van de vrouw uit Liz’ droom voldoet. De dokter stelt voor dat Liz probeert de droom wat in banen te sturen, zoals niet naar het glas water grijpen wanneer ze wakker wordt. Liz doet dit en hoort inderdaad geen voetstappen omdat het glas water niet valt. Maar wanneer ze weer wil gaan slapen, valt het glas alsnog van de tafel omdat haar deken er tegenaan stoot en de droom gaat weer verder zoals altijd.
De volgende ochtend verteld Liz haar ervaringen aan de dokter. Die is geschokt dat Liz het mortuarium zo gedetailleerd kan beschrijven, terwijl ze er nog nooit is geweest. De scène verplaatst zich naar een vliegveld, waar Liz zich klaarmaakt om naar huis te gaan. Terwijl ze wacht in de terminal, ziet ze een vrouw met een grote vaas lopen. De vrouw laat de vaas vallen, waarbij het ding hetzelfde geluid maakt als het brekende glas uit haar droom. Liz’s vlucht wordt vervolgens omgeroepen als “vlucht 22”. Aan boord van het vliegtuig ziet Liz een stewardess die sprekend lijkt op de verpleegster uit haar droom. Dit alles wordt Liz te veel. Ze rent gillend het vliegtuig uit en het vliegtuig vertrekt zonder haar. Terwijl grondpersoneel de hysterische Liz opvangt, ontploft het net opgestegen vliegtuig. Geen van de inzittenden overleeft de explosie.

### Slot
Miss Elizabeth Powell, profession: Dancer. Hospital diagnosis: Acute anxiety brought on by overwork and fatigue. Prognosis: With rest and care, she'll probably recover. But the cure to some nightmares is not to be found in known medical journals. You look for it under 'potions for bad dreams', to be found in the Twilight Zone.
— Rod Serling

## Rolverdeling
- Barbara Nichols - Liz Powell
- Jonathan Harris - The Doctor
- Fredd Wayne - Barney Kamener
- Arline Sax - verpleegster in het mortuarium
- Mary Adams - dagzuster
- Norma Connolly - nachtzuster
- Wesley Lau - Airline Agent
- Angus Duncan - Ticket Clerk
- Jay Overholts - omroepster op het vliegveld (stem)
- Joseph Sargent - Uniformed clerk

## Achtergrond
- Dit is een van de afleveringen van seizoen 2 die door budgetgebrek opgenomen moest worden op 16mm-film.
- Jonathan Harris speelde ook mee in de aflevering "The Silence".
- Deze aflevering is qua thema gelijk aan veel horrorverhalen.
- De film Final Destination heeft een verhaal met een einde dat gelijk is aan dat van deze aflevering.